# Número de Cullen
Em matemática, um número de Cullen (em inglês:  Cullen number) é um número natural da forma {\displaystyle n\cdot 2^{n}+1} (escrito {\displaystyle C_{n}}). Os números de Cullen foram estudados a primeira vez por James Cullen em 1905. Os números de Cullen são casos especiais dos números de Proth.